# Веремиевка (Петропавловский район)
Веремиевка (укр. Вереміївка) — село,
Украинский сельский совет,
Петропавловский район,
Днепропетровская область,
Украина.
Код КОАТУУ — 1223886003. Население по переписи 2001 года составляло 188 человек .

## Географическое положение
Село Веремиевка примыкает к селу Новодмитровка, на расстоянии в 1,5 км расположено село Василевка.
По селу протекает пересыхающий ручей с запрудой.